# Colònia Malars
La Colònia Malars és una antiga colònia tèxtil ubicada al terme municipal de Gurb, a la comarca d'Osona, entre els rius Ter i Gurri. La fàbrica de Malars destacà en el procés d'industrialització de la Plana de Vic, partint de l'energia hidràulica del riu Ter.
Estava formada per 25 habitatges i l'edificació de la fàbrica. Durant el seu període d'activitat també disposava d'església, economat, fonda i escola. Avui en dia només hi resten dempeus uns quants habitatges, el del director, la turbina i l'església. Els edificis estaven units de forma longitudinal. La construcció de l'edifici principal es va fer sobre un estrat rocós. Està construïda en una península del riu Ter, entre aquest i el Gurri.

## Història
Tot i que al llindar d'una porta hi ha la data de 1780, que probablement indiqui la fundació de l'antic molí fariner i draper que hi havia a la localització anteriorment a l'establiment de la fàbrica, no va ser fins a l'any 1827 que la va iniciar Gaspar Molas, essent una de les primeres fàbriques de la comarca, en demanar una nova concessió d'aigües a fi d'augmentar la producció de cardat del cotó.
Les primeres notícies són de l'any 1521, en què la batllia general de Catalunya feu en aquest indret un establiment per a edificar un casal moliner, blader i draper. El 1779, el pagès de Vic Josep Molas n'aconseguí l'establiment per emfiteusi. L'agost de 1827 Gaspar Molas presentava una instància al Tribunal Reial del patrimoni demanant permís per a fer servir el Ter per a moure màquines per cardar cotó, la qual cosa li fou concedida. Aquest temps de puixança fou interromput el 1837 en què, a causa de la Primera Guerra Carlina, part de les instal·lacions varen ser destruïdes en incendiar-les les forces que manava Benet Tristany. Malgrat tot, el 1842 la companyia Moles Graells i Cia. tornava a tenir la fàbrica en funcionament i demanava permís per a fer servir també les aigües del Gurri. La fàbrica va passar a estar formada per dos edificis amb la maquinària impulsada per l'energia hidràulica obtinguda amb rodes de fusta. Al cap d'uns anys es va passar a utilitzar turbines pel sistema de producció. Amb la moderna maquinària elaboraven productes capaços de competir amb els estrangers. Això fa que el 1850 hi hagués ja una petita població al voltant i que a les fàbriques hi treballessin en filatures i en tissatge 75 obrers. L'increment fou important, passant de 60 a 150 telers entre els anys 1850 i 1861. La fàbrica, convertida en colònia amb una trentena d'habitatges, ha arribat als nostres dies amb la raó social Rifà S. A.
L'any 1963 es va haver de reconstruir la fàbrica dalt d'una petita muntanya propera a la fàbrica original, pel fet que la vella era massa a prop del curs del riu i s'inundava quan aquest creixia en excés i només han quedat a la colònia, a baix al riu, 14 famílies i una església. La colònia està actualment en molt mal estat, ja que des del 1990 no hi ha hagut cap mena de manteniment, han cedit algunes encavallades i bigues a causa de les humitats derivades de les filtracions de la teulada, i tota l'estructura està en perill de desaparèixer. Finalment la fàbrica va cessar l'activitat l'any 1996, moment en què va ser comprada pels germans Serra de Banyoles per 46 milions en una subhasta i l'any 1999 la va comprar Diemen.